# Распятие с донатором (картина Босха)
«Распятие с донатором» — картина нидерландского художника Иеронима Босха.
Картина была заказана Босху по обету. Написанная на доске картина принадлежит к серии произведений, ставящих своей целью дать примеры религиозного благочестия. Такие примеры заимствовались из жизни святых, Христа и, в особенности, эпизодов его Страстей. Художник следовал уже существовавшим образцам подобных картин, восходящих к типу композиций, распространённых в Северной Европе с начала XV века. В религиозной живописи Босха слышны отзвуки искусства Хуго ван дер Гуса, Дирка Баутса, Рогира ван дер Вейдена и Яна ван Эйка, Робера Кампена, Ханса Мемлинга. Традиционно изображаемому на заднем плане Иерусалиму Босх придал уютный облик обычного нидерландского городка, вырисовывающегося в лиловато-серой пелене — может быть, это его родной Хертогенбос. Костюм заказчика, столь бесцеремонно «вторгшегося» в сцену традиционной иконографии, напоминает miparti — модный в XV в. двухцветный наряд.